# Чемпіонат СРСР з хокею із шайбою 1978—1979
33-й чемпіонат СРСР з хокею із шайбою проходив з 1 вересня 1978 року по 26 травня 1979 року. У змаганні брали участь дванадцять команд. Переможцем став клуб ЦСКА. Найкращий бомбардир — Володимир Петров (63 очка).

## Регламент
Клуб який зайняв 12-е місце, залишає Вищу лігу, команди що посіли 10-е та 11-е місця у «вищці» грали в перехідному турнірі з командами що посіли 2-у та 3-у сходинки у першій лізі.

## Вища ліга
| М  | Команда                    | І  | В  | Н  | П  | Ш       | О  |
| -- | -------------------------- | -- | -- | -- | -- | ------- | -- |
|    | ЦСКА                       | 44 | 35 | 2  | 7  | 277-131 | 72 |
|    | «Динамо» Москва            | 44 | 27 | 8  | 9  | 210-124 | 62 |
|    | «Спартак» Москва           | 44 | 25 | 2  | 17 | 179-167 | 52 |
| 4  | «Крила Рад» Москва         | 44 | 20 | 7  | 17 | 166-151 | 47 |
| 5  | «Торпедо» Горький          | 44 | 19 | 8  | 17 | 172-163 | 46 |
| 6  | «Динамо» Рига              | 44 | 19 | 7  | 18 | 150-132 | 45 |
| 7  | «Трактор» Челябінськ       | 44 | 18 | 6  | 20 | 126-140 | 42 |
| 8  | «Хімік» Воскресенськ       | 44 | 15 | 10 | 19 | 136-154 | 40 |
| 9  | «Сокіл» Київ               | 44 | 16 | 2  | 26 | 127-155 | 34 |
| 10 | «Автомобіліст» Свердловськ | 44 | 13 | 7  | 24 | 151-219 | 33 |
| 11 | СКА Ленінград              | 44 | 11 | 7  | 26 | 150-232 | 29 |
| 12 | «Салават Юлаєв» Уфа        | 44 | 11 | 4  | 29 | 120-196 | 26 |

### Склад чемпіонів
Золоті нагороди переможців чемпіонату СРСР отримали:
- воротар — Владислав Третьяк;
- захисники — Сергій Бабінов,Олексій Волченков[ru], Сергій Гімаєв[ru], Олексій Касатонов, Володимир Лутченко, В'ячеслав Фетісов, Геннадій Циганков;
- нападники — Володимир Крутов, В'ячеслав Анісін, Гельмут Балдеріс, Володимир Вікулов, Олександр Волчков[ru], Віктор Жлуктов, Сергій Капустін, Олександр Лобанов, Сергій Макаров, Борис Михайлов, Володимир Петров, Валерій Харламов, Володимир Попов.

Старший тренер — Віктор Тихонов. Тренери — Юрій Мойсеєв, Юрий Овчук.
Протягом турніру за команду також грали: воротар — Олександр Тижних; захисник — І. Мелін; нападники — Борис Александров, Олександр Зибін, Ігор Фуніков.

## Найкращі бомбардири
1. Володимир Петров (ЦСКА) — 63 очка (26+37).
2. Петро Природін[ru] («Динамо» Москва) — 62 (32+30).
3. Борис Михайлов (ЦСКА) — 54 (30+24).
4. Олександр Голиков («Динамо» Москва) — 53 (31+22).
5. Олександр Волчков (ЦСКА) — 48 (28+20).
6. Гелмут Балдеріс (ЦСКА) — 48 (24+24).
7. Валерій Харламов (ЦСКА) — 48 (22+26).
8. Юрій Лебедєв[ru] («Крила Рад» Москва) — 48 (18+30).
9. Олександр Скворцов («Торпедо») — 47 (26+21)
10. Микола Дроздецький (СКА) — 44 (27+17)

## Призи та нагороди
| Нагорода                 | Переможець                                                               |
| ------------------------ | ------------------------------------------------------------------------ |
| Найкращий хокеїст сезону | Борис Михайлов (ЦСКА)                                                    |
| Приз справедливої гри    | «Динамо» Москва                                                          |
| Три бомбардири           | Петро Природін — Володимир Голіков — Олександр Голіков («Динамо» Москва) |

## Лауреати Федерації
До символічної збірної сезону, затвердженої президією Федерації хокею СРСР увійшли:
| Воротар: Владислав Третьяк. Захисники: Василь Первухін, Валерій Васильєв. Нападники: Борис Михайлов, Володимир Петров, Сергій Макаров. |

Президія Федерації хокею СРСР також визначила список 36 кращих хокеїстів сезону (6+12+18):
| Воротарі: Сергій Бабарико («Динамо» М), Володимир Бистров («Динамо» Р), Віктор Дорощенко («Спартак»), Сергій Мильников («Трактор»), Володимир Мишкін («Крила Рад»), Владислав Третьяк (ЦСКА). Захисники: Сергій Бабінов (ЦСКА), Зінетула Білялетдінов («Динамо» М), Валерій Васильєв («Динамо» М), Сергій Гімаєв (ЦСКА Москва), Олексій Касатонов (ЦСКА), Володимир Лутченко (ЦСКА), В'ячеслав Назаров («Динамо» Р), Василь Первухін («Динамо» М), Сергій Стариков («Трактор»), Юрій Федоров («Торпедо» Г), В'ячеслав Фетісов (ЦСКА), Геннадій Циганков (ЦСКА). Нападники: Хелмут Балдеріс (ЦСКА), Михайло Варнаков («Торпедо» Г), Володимир Голіков («Динамо» М), Олександр Голіков («Динамо» М), Віктор Жлуктов (ЦСКА), Сергій Капустін (ЦСКА), Володимир Ковін («Торпедо» Г), Володимир Лаврентьєв («Хімік»), Юрій Лебедєв («Крила Рад»), Сергій Макаров (ЦСКА), Борис Михайлов (ЦСКА), Володимир Петров (ЦСКА), Петро Природін («Динамо» М), Олександр Скворцов («Торпедо» Г), Віктор Тюменєв («Крила Рад»), Валерій Харламов (ЦСКА), Михайло Шостак («Динамо» М), Олександр Якушев («Спартак»). |

## Перехідний турнір
| М | Команда                    | І | В | Н | П | Ш     | О |
| - | -------------------------- | - | - | - | - | ----- | - |
| 1 | СКА Ленінград              | 6 | 3 | 2 | 1 | 40-25 | 8 |
| 2 | «Автомобіліст» Свердловськ | 6 | 3 | 2 | 1 | 31-22 | 8 |
| 3 | «Кристал» Саратов          | 6 | 3 | 1 | 2 | 25-26 | 7 |
| 4 | «Сибір» Новосибірськ       | 6 | 0 | 1 | 5 | 23-46 | 1 |

## «Сокіл»
Статистика гравців українського клубу в чемпіонаті:
| Воротарі: Костянтин Гаврилов — 30 (87п), Юрій Шундров — 20 (54п), Валерій Голдобін — 4 (14п). Захисники: Володимир Андрєєв — 44 (11+11), Сергій Борисов — 42 (1+5), Олександр Сеуканд — 40 (1+3), Сергій Алексєєв — 11 (1+3), Микола Ладигін — 27 (2+1), Сергій Горбушин — 26 (2+1), Валерій Сидоров — 21 (0+3), Юрій Павлов — 20 (0+2), Віктор Мартинов — 9 (0+2), Олександр Мурашов — 25 (0+1), Валерій Мосієнко — 12 (0+0). Нападники: Володимир Бабашов — 42 (21+9), Сергій Давидов — 43 (15+10), Вадим Сибірко — 38 (13+10), Равіль Гатаулін — 43 (11+9), Анатолій Дьомін — 44 (10+4), Олег Ісламов — 43 (9+5), Микола Свистухін — 35 (9+5), Сергій Нелюбін — 33 (7+5), Анатолій Данько — 42 (9+2), Володимир Швецов — 24 (2+5), Олександр Власов — 20 (3+2), Олександр Давиденко — 16 (0+0), Євген Попов — 1 (0+0). Старший тренер — Анатолій Богданов; тренери — Броніслав Самович, Олександр Фадєєв. |

## Перша ліга
| М  | Команда                   | І  | В  | Н  | П  | Ш       | О  |
| -- | ------------------------- | -- | -- | -- | -- | ------- | -- |
| 1  | «Іжсталь» Іжевськ         | 60 | 43 | 6  | 11 | 333-201 | 92 |
| 2  | «Кристал» Саратов         | 60 | 39 | 9  | 12 | 226-147 | 87 |
| 3  | «Сибір» Новосибірськ      | 60 | 38 | 10 | 12 | 325-210 | 86 |
| 4  | «Динамо» Мінськ           | 60 | 34 | 5  | 21 | 273-219 | 73 |
| 5  | «Бінокор» Ташкент         | 60 | 31 | 10 | 19 | 262-227 | 72 |
| 6  | «Молот» Перм              | 60 | 30 | 10 | 20 | 255-201 | 70 |
| 7  | СК ім. Урицького (Казань) | 60 | 30 | 8  | 22 | 282-222 | 68 |
| 8  | «Локомотив» Москва        | 60 | 29 | 8  | 23 | 242-196 | 66 |
| 9  | «Дизелист» Пенза          | 60 | 29 | 8  | 23 | 253-217 | 66 |
| 10 | «Шинник» Омськ            | 60 | 24 | 7  | 29 | 214-241 | 55 |
| 11 | «Шахтар» Прокоп'євськ     | 60 | 20 | 11 | 29 | 216-280 | 51 |
| 12 | СКА МВО Липецьк           | 60 | 17 | 11 | 32 | 244-275 | 45 |
| 13 | «Металург» Челябінськ     | 60 | 19 | 7  | 35 | 210-259 | 45 |
| 14 | «Латвіяс Берзс» Рига      | 60 | 16 | 7  | 37 | 190-263 | 39 |
| 15 | «Кристал» (Електросталь)  | 60 | 13 | 4  | 43 | 173-314 | 30 |
| 16 | СКА Куйбишев              | 60 | 6  | 3  | 51 | 201-440 | 15 |

Найкращий снайпер: Геннадій Маслов (СК ім. Урицького) — 63 шайби.